# Деца Дине (мини-серија)
Деца Дине Френка Херберта (енгл. Frank Herbert's Children of Dune), или само Деца Дине, троделна је научнофантастична мини-серија режисера Грега Јајтанеса и сценаристе Џона Харисона, базирана на романима Месија Дине (1969) и Деца Дине (1976), које је написао Френк Херберт. Првобитно емитована у Сједињеним Државама 16. марта 2003, Деца Дине је наставак мини-серије Дина (која је заснована на истоименом Хербертовом роману), а продуцирао ју је Sci-Fi Channel. Ова серија и њен претходник спадају у две од три најгледанија програма емитована на овом каналу. Серија је освојила награду Еми за најбоље визуелне ефекте, а била је номинована и за још три додатна Емија.

## Радња

### Први део: Месија
Дванаест година је прошло откако је Пол Атреид постао цар на крају Дине тако што је преузео контролу над планетом Аракис и присилио је на савез са ћерком бившег цара, принцезом Ирулан. Полове армије Слободњака су од тада покренуле неколико крвавих џихада да учврсте његову позицију. Свргнути цар Шадам IV и остатак његове породице су прогнани на Салусу Секундус, где његова друга ћерка, принцеза Венсиција, планира да врати кућу Корино на власт. Бенегесериткиње, Свемирски еснаф и Тлеилакси такође планирају да збаце Полову владавину, уз помоћ чак и побуњених Слободњака, који презиру како Полов пројекат тераформирања мења Аракис и традиционални слободњачки начин живота. Тлеилакси поклањају Полу голу налик на његовог пријатеља Данкана Ајдаха, убијеног током догађаја у Дини, али тајно условљеног да убије Пола када га покрену одређене речи.
Иако његове предвиђачке способности откривају опасности које предстоје, Пол дозвољава да завере успеју како би избегао још горе последице. Нападнут је врстом нуклеарног оружја званог спаљивач камена и заслепљен, али ипак успева да „види” пратећи своје пророчке визије. Касније, Полова наложница Чани рађа близанце у слободњачком сичу, али убрзо након тога умире. У Половом одсуству, његова сестра Алија чисти царски град од непријатеља куће Атреид. Пол изговара речи које покрећу Данканово условљавање, али траума потенцијалног убиства Пола разбија његово програмирање и откључава сећања на његову првобитну инкарнацију. Лицеиграч Тлеилакса, Скајтејл, нуди ово као доказ да Тлеилакси могу вратити Чани у живот ако Пол пристане на њихове услове. Пол је у искушењу, али јединствена природа новорођенчади (која су, као и Алија, била „прерођена”) му омогућава да види очима свог сина и убије Скајтејла. Следећи традицију Слободњака о препуштању слепих пешчаним црвима, Пол одлази сам у пустињу. Његово наслеђе је обезбеђено, а близанци и њихово будуће царство препуштени су Алијиној бризи.

### Други део: Деца
Полова и Чанина деца Лето II и Ганима сада су тинејџери; Принцеза Ирулан је заштитила њихове интересе као своје. Сада удата за Данкана, Алија је и даље регент Половог царства и званични старатељ деце. Ируланина сестра Венсиција жуди за повратком на власт преко свог сина Фарад'на. После дугог одсуства, Полова и Алијина мајка, госпа Џесика, стиже на Аракис да посети своју породицу, али Алија се плаши да је Џесика обновила своју верност Бенегесериткињама и да можда кује заверу против ње. Човек из пустиње познат као „Проповедник” појавио се у престоници, говорећи против пропадања Муад'Дибове религије у празне ритуале; Алија се опире његовом убиству јер дели популарно веровање да би он могао бити Пол.
Алија поседује сећања и личности својих предака јер је била прерођена, али има проблема да их контролише; њене унутрашње борбе против гласова испољавају се у виду параноје и самодеструктивног понашања. Персона барона Владимира Харконена, Алијиног деде по мајци којег је она убила, почиње да утиче на њу и прети да потпуно обузме Алијину свест. Џесика осећа да је Алија постала опасна и саветује Ирулан да одведе Лета и Ганиму на сигурно. Касније, након покушаја атентата на њу, Џесика тражи уточиште код слободњачких дисидената. У одећи коју им је поклонила Венсиција, близанци беже у дубоку пустињу, али су убрзо сатерани у смртоносну замку коју је она смислила.

### Трећи део: Златна стаза
Венсицијина завера да убије наследнике Атреида пропада, али Лету пружа прилику да лажира своју смрт и купи време да победи Алију, чије лудило достиже врхунац. Стисак барона Харконена у њеној свести јача и настаје грађански рат са побуњеним Слободњацима. Лето се враћа из дубоке пустиње, где се везује за пешчану пастрмку, ларвалну форму пешчаних црва, да би стекао делимични омотач који му даје надљудску брзину, снагу и нерањивост самих пешчаних црва.
Да би натерао неутралног вођу Слободњака, Стилгара, да предводи побуњенике, Данкан убија Алијиног љубавника Џавида у Стилгаровом сичу. Као што предвиђа, Стилгар га убија из освете и тиме призива Алијин бес. Лето се сусреће са Проповедником, за кога се открива да је стварно његов отац. Летове пророчке визије убедиле су га да мора да води човечанство „Златном стазом” како би обезбедио коначан опстанак човечанства. Проповедник/Пол признаје да је видео исти пут са својом визијом, али је одбио да њиме крене, ужаснут жртвама које би то значило за њега и човечанство. Лето је оправдава указујући свом оцу да је и он видео да је ово једини могући пут којим се избегава изумирање човечанства.
Са политичким браком који је Џесика склопила између Ганиме и Венсицијиног сина Фарад'на, наследник Корина идентификује своју мајку као идејног умника који стоји иза Летове привидне смрти. Алија наређује Венсицијино хапшење, али Ганима прихвата Фарад'нов гест као поштен. Док се Стилгарове снаге крећу, отац и син се враћају у главни град Аракин, где Проповедник држи последњи говор осуђујући Алију, његову сопствену религију, а слободњачки побуњеник га смртно избоде ножем. Лето се супротставља Алији на Ганимином венчању и побеђује је. Алија тада одузима себи живот, уместо да је контролише барон, и умире у наручју своје мајке. Након што је Стилгару предао Алијину воду и очев прстен, Лето нестаје у пустињи. У последњој сцени, Ганима говори Фарад'ну да, иако он неће бити њен муж због политике, можда ће се ипак заљубити и како она жали свог брата због самоће и патње које ће претрпети у миленијумима за које мора да живи ради човечанства.

## Улоге
| Глумац            | Улога                               |
| ----------------- | ----------------------------------- |
| Алек Њумен        | Пол Атреид / Муад'Диб / Проповедник |
| Џули Кокс         | принцеза Ирулан                     |
| Едвард Атертон    | Данкан Ајдахо                       |
| Ијан Макнис       | барон Владимир Харконен             |
| Барбора Кодетова  | Чани                                |
| Стивен Беркоф     | Стилгар                             |
| Данијела Амавија  | Алија Атреид                        |
| П. Х. Моријарти   | Гурни Халек                         |
| Алис Криге        | госпа Џесика                        |
| Сузан Сарандон    | принцеза Венсиција                  |
| Џејмс Макавој     | Лето Атреид II                      |
| Џесика Брукс      | Ганима Атреид                       |
| Џонатан Брун      | Фарад'н                             |
| Рик Јанг          | Џавид                               |
| Мартин Макдугал   | Скајтејл                            |
| Џи Вилијамс       | Биџаз                               |
| Јакоб Шварц       | Отејм                               |
| Клара Исова       | Лична                               |
| Зузана Гејслерова | часна мајка Гајус Хелен Мохијам     |
| Карел Добри       | Корба                               |